# Johannes de Doperkerk (Wiesens)
De Johannes de Doperkerk (Duits: Johannes-der-Täufer-Kirche) is een luthers kerkgebouw in het Oost-Friese Wiesens, een Stadtteil van Aurich. Het kerkgebouw werd in het midden van de 13e eeuw als laatromaanse zaalkerk van baksteen gebouwd.

## Geschiedenis
Wegens de rondbogige arcades aan de lengtemuren werd verondersteld dat de kerk oorspronkelijk als een drieschepige basiliek werd gepland. Maar net als bij de kerk van Eilsum en de hervormde kerk van Bunde zijn het blindnissen, die de muren in twee zones verdelen. De oorspronkelijke apsis aan de oostelijke zijde werd in de 15e eeuw door een rechthoekig koor vervangen. In 1818 werden de muren van de kerk met vier meter verlaagd, waardoor ook de vensters moesten worden verkleind.
In de middeleeuwse vrijstaande klokkentoren bevindt zich een van de oudste klokken van Oost-Friesland, die nog uit de bouwtijd van de kerk stamt. In 1821 vond men in de kerk een pot met zilveren munten uit 1400.

## Interieur
Het kerkinterieur is eenvoudig en wordt afgesloten door een vlak balkenplafond. Oorspronkelijk kende de kerk echter een drie traveeën tellend gewelf. Van het romaanse doopvont uit de 13e eeuw bleef slechts een fragment bewaard. Een ander bokaalvormig doopvont dateert uit de 14e eeuw. Het schilderij van de Kruisiging werd in de 17e eeuw gemaakt. Waarschijnlijk dateert het altaar met reliëfs van het Avondmaal en de Kruisiging van 1715, evenals de kansel van 1735, uit het atelier van de Duitse houtsnijder Cröpelin.
In de periode 1820-1822 bouwde Johann Gottfried Rohlfs het eenmanualige orgel met tien registers en aangehangen pedaal. Het orgel bleef grotendeels bewaard. Een vergroting door Johann Martin Schmid in 1909 naar 13 registers en twee manualen werd in het kader van een renovatie door de orgelbouwfirma Alfred Führer in 1979-1981 ongedaan gemaakt, waardoor het instrument zich weer grotendeels in de oorspronkelijke toestand bevindt.

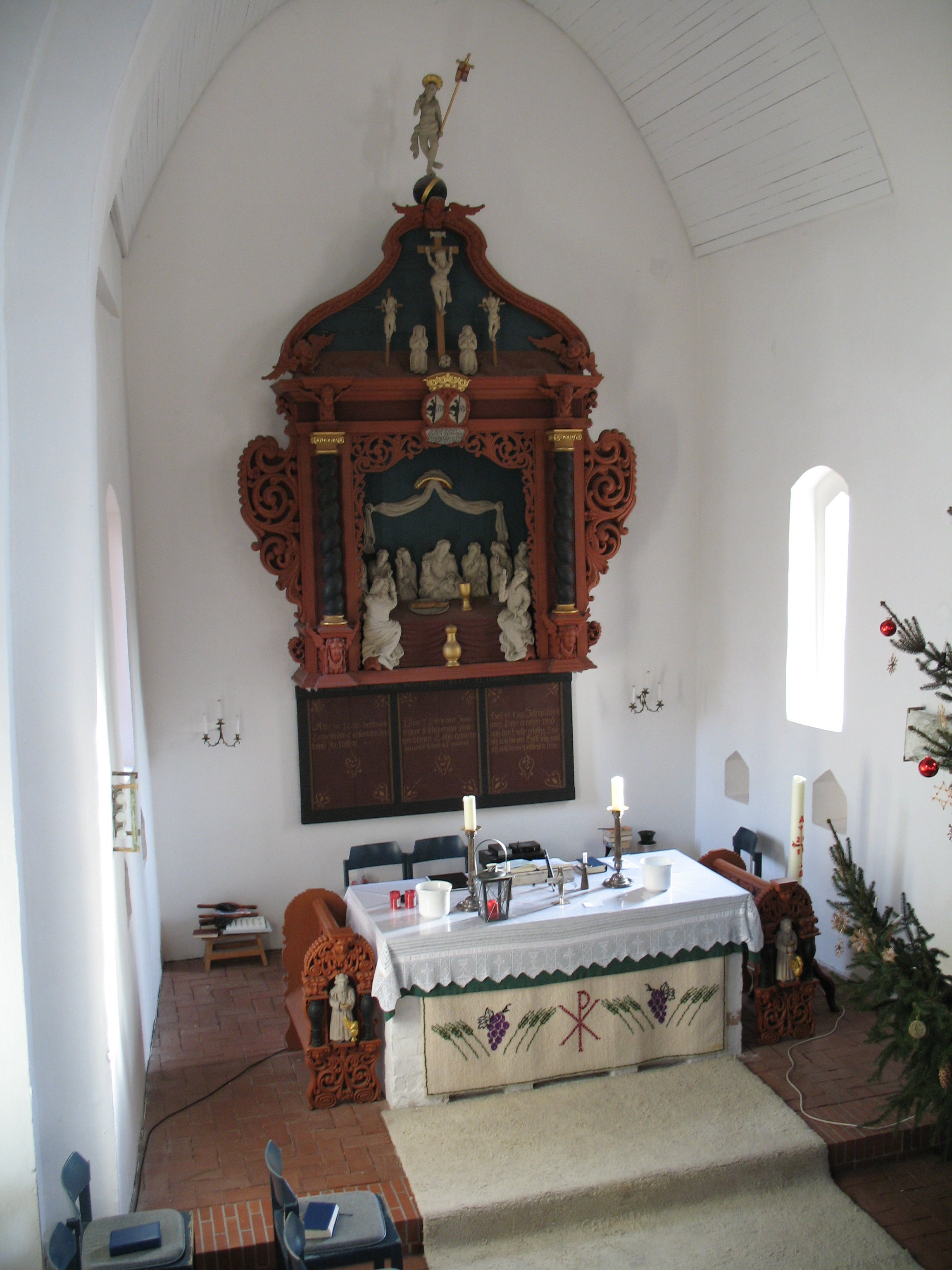
Altaar
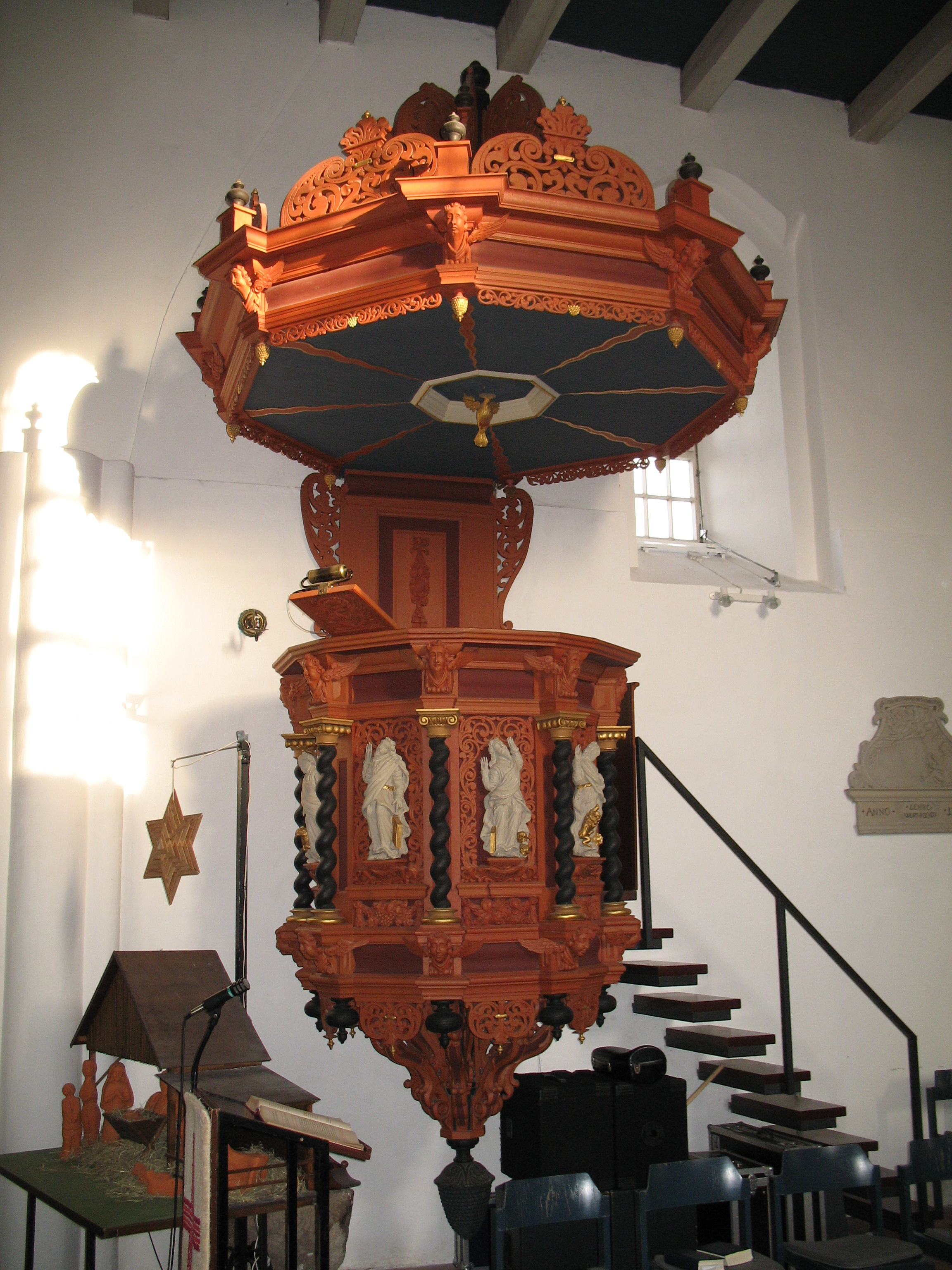
Kansel
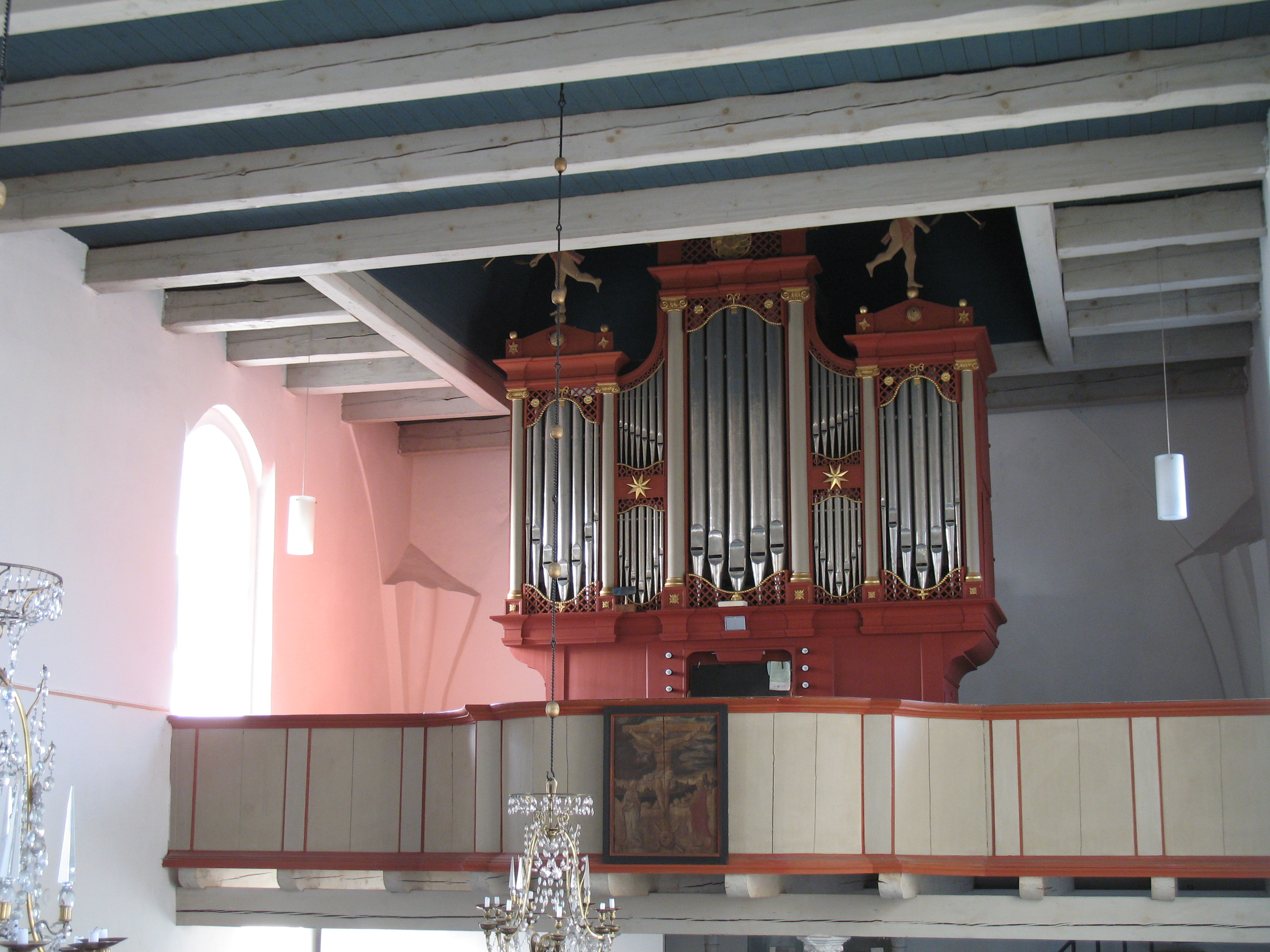
Orgel